# Aghora
Aghora is een Amerikaanse progressivemetalband. De groep werd opgericht door gitarist Santiago Dobles.

## Bezetting
- Danishta Rivero - vocalist
- Santiago Dobles - hoofdgitarist
- Alan Goldstein - bassist
- Richard Komatz - drummer

## Vroegere leden
- Charlie Ekendahl - gitarist
- Sean Malone - bassist
- Sean Reinert - drummer

## Discografie
- 1999 - Aghora (Dobles Productions)
- 2006 - Formless